# Grand Prix-wegrace van Portugal
De Grand Prix van Portugal voor motorfietsen was een motorsportrace, die in 1987 voor het eerst in het kader van het wereldkampioenschap wegrace werd verreden en van 2000 tot 2012 ononderbroken meetelde voor het wereldkampioenschap. In 2020 keerde de race eenmalig terug op de kalender.
De eerste Portugese Grand Prix werd in 1987 op het Circuito Permanente del Jarama in Spanje georganiseerd. In 1988 werd het evenement op het Circuito Permanente de Jerez gehouden, alhoewel de naam van het evenement enige verwarring opleverde. In het seizoen 1998 zou de Grand Prix van Portugal op Estoril plaatsvinden. Daar het parcours echter niet door de FIM werd gehomologeerd werd, werd de Grand Prix afgezegd en door de Grand Prix van Madrid op Jarama vervangen. Tussen 2000 en 2012 werd de race jaarlijks verreden op het Autódromo do Estoril. In 2020 en 2021 keerde de race terug op de kalender, nadat meerdere races vanwege de coronapandemie werden afgelast en er een aantal vervangende races moesten worden gehouden. De races vonden plaats op het Autódromo Internacional do Algarve. Vanaf 2022 kreeg de race een vaste plaats op de kalender.

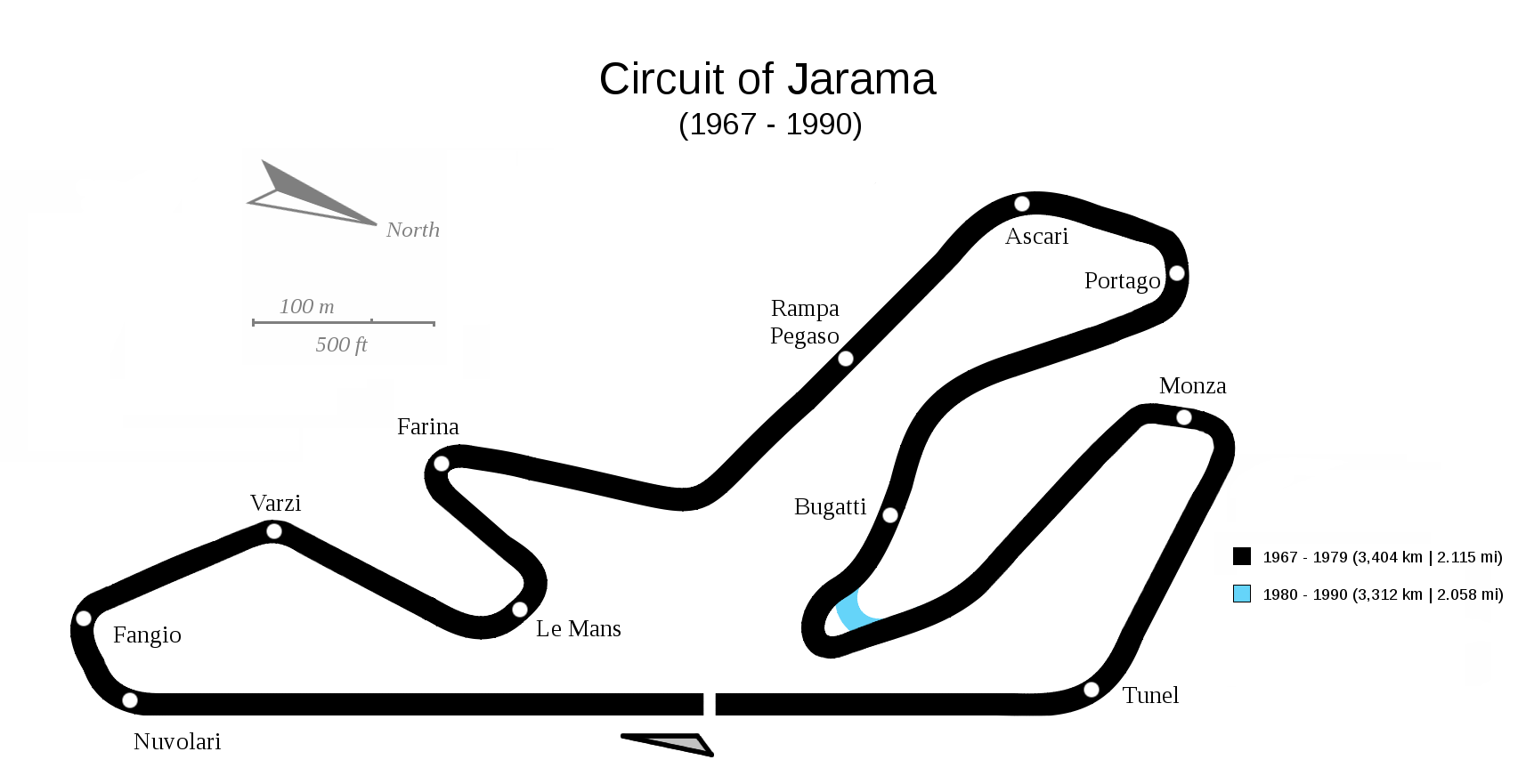
Circuito Permanente del Jarama
Circuito Permanente de Jerez
Autódromo do Estoril
Autódromo Internacional do Algarve

## Statistiek WK-races
| Editie | Seizoen | Circuit  | Klasse  | Winnaar                           | Tweede                            | Derde                           | Poleposition                      | Snelste ronde                   |
| ------ | ------- | -------- | ------- | --------------------------------- | --------------------------------- | ------------------------------- | --------------------------------- | ------------------------------- |
| 1      | 1987    | Jarama   | 80 cc   | Jorge Martínez (Derbi)            | Manuel Herreros (Derbi)           | Gerhard Waibel (Krauser)        | Jorge Martínez (Derbi)            | Jorge Martínez (Derbi)          |
| 1      | 1987    | Jarama   | 125 cc  | Paolo Casoli (LCR-MBA)            | Domenico Brigaglia (LCR-MBA)      | Lucio Pietroniro (MBA)          | August Auinger (MBA)              | Fausto Gresini (Garelli)        |
| 1      | 1987    | Jarama   | 250 cc  | Toni Mang (Yamaha)                | Juan Garriga (Yamaha)             | Martin Wimmer (Honda)           | Juan Garriga (Yamaha)             | Juan Garriga (Yamaha)           |
| 1      | 1987    | Jarama   | 500 cc  | Eddie Lawson (Yamaha)             | Randy Mamola (Yamaha)             | Kevin Magee (Yamaha)            | Randy Mamola (Yamaha)             | Wayne Gardner (Honda)           |
|        |         |          |         |                                   |                                   |                                 |                                   |                                 |
| 2      | 1988    | Jerez    | 80 cc   | Jorge Martínez (Derbi)            | Manuel Herreros (Derbi)           | Àlex Crivillé (Derbi)           | Jorge Martínez (Derbi)            | Stefan Dörflinger (Krauser)     |
| 2      | 1988    | Jerez    | 250 cc  | Juan Garriga (Yamaha)             | Masahiro Shimizu (Honda)          | Jacques Cornu (Honda)           | Carlos Lavado (Yamaha)            | Juan Garriga (Yamaha)           |
| 2      | 1988    | Jerez    | 500 cc  | Eddie Lawson (Yamaha)             | Wayne Rainey (Yamaha)             | Kevin Magee (Yamaha)            | Eddie Lawson (Yamaha)             | Eddie Lawson (Yamaha)           |
| 2      | 1988    | Jerez    | Zijspan | Biland / Waltisperg (LCR-Krauser) | Streuer / Schnieders (LCR-Yamaha) | Webster / Hewitt (LCR-Krauser)  | Biland / Waltisperg (LCR-Krauser) | Webster / Hewitt (LCR-Krauser)  |
|        |         |          |         |                                   |                                   |                                 |                                   |                                 |
| 3      | 2000    | Estoril  | 125 cc  | Emilio Alzamora (Honda)           | Roberto Locatelli (Aprilia)       | Arnaud Vincent (Aprilia)        | Youichi Ui (Derbi)                | Roberto Locatelli (Aprilia)     |
| 3      | 2000    | Estoril  | 250 cc  | Daijiro Kato (Honda)              | Olivier Jacque (Yamaha)           | Marco Melandri (Aprilia)        | Olivier Jacque (Yamaha)           | Olivier Jacque (Yamaha)         |
| 3      | 2000    | Estoril  | 500 cc  | Garry McCoy (Yamaha)              | Kenny Roberts junior (Suzuki)     | Valentino Rossi (Honda)         | Garry McCoy (Yamaha)              | Valentino Rossi (Honda)         |
|        |         |          |         |                                   |                                   |                                 |                                   |                                 |
| 4      | 2001    | Estoril  | 125 cc  | Manuel Poggiali (Gilera)          | Youichi Ui (Derbi)                | Toni Elías (Honda)              | Manuel Poggiali (Gilera)          | Youichi Ui (Derbi)              |
| 4      | 2001    | Estoril  | 250 cc  | Daijiro Kato (Honda)              | Marco Melandri (Aprilia)          | Tetsuya Harada (Aprilia)        | Tetsuya Harada (Aprilia)          | Daijiro Kato (Honda)            |
| 4      | 2001    | Estoril  | 500 cc  | Valentino Rossi (Honda)           | Loris Capirossi (Honda)           | Garry McCoy (Yamaha)            | Max Biaggi (Yamaha)               | Loris Capirossi (Honda)         |
|        |         |          |         |                                   |                                   |                                 |                                   |                                 |
| 5      | 2002    | Estoril  | 125 cc  | Arnaud Vincent (Aprilia)          | Simone Sanna (Aprilia)            | Steve Jenkner (Aprilia)         | Dani Pedrosa (Honda)              | Steve Jenkner (Aprilia)         |
| 5      | 2002    | Estoril  | 250 cc  | Fonsi Nieto (Aprilia)             | Marco Melandri (Aprilia)          | Sebastián Porto (Yamaha)        | Sebastián Porto (Yamaha)          | Fonsi Nieto (Aprilia)           |
| 5      | 2002    | Estoril  | MotoGP  | Valentino Rossi (Honda)           | Carlos Checa (Yamaha)             | Tohru Ukawa (Honda)             | Carlos Checa (Yamaha)             | Valentino Rossi (Honda)         |
|        |         |          |         |                                   |                                   |                                 |                                   |                                 |
| 6      | 2003    | Estoril  | 125 cc  | Pablo Nieto (Aprilia)             | Héctor Barberá (Aprilia)          | Alex de Angelis (Aprilia)       | Alex de Angelis (Aprilia)         | Héctor Barberá (Aprilia)        |
| 6      | 2003    | Estoril  | 250 cc  | Toni Elías (Aprilia)              | Manuel Poggiali (Aprilia)         | Randy de Puniet (Aprilia)       | Toni Elías (Aprilia)              | Manuel Poggiali (Aprilia)       |
| 6      | 2003    | Estoril  | MotoGP  | Valentino Rossi (Honda)           | Max Biaggi (Honda)                | Loris Capirossi (Ducati)        | Loris Capirossi (Ducati)          | Valentino Rossi (Honda)         |
|        |         |          |         |                                   |                                   |                                 |                                   |                                 |
| 7      | 2004    | Estoril  | 125 cc  | Héctor Barberá (Aprilia)          | Mika Kallio (KTM)                 | Jorge Lorenzo (Derbi)           | Andrea Dovizioso (Honda)          | Héctor Barberá (Aprilia)        |
| 7      | 2004    | Estoril  | 250 cc  | Toni Elías (Honda)                | Sebastián Porto (Aprilia)         | Randy de Puniet (Aprilia)       | Dani Pedrosa (Honda)              | Toni Elías (Honda)              |
| 7      | 2004    | Estoril  | MotoGP  | Valentino Rossi (Yamaha)          | Makoto Tamada (Honda)             | Alex Barros (Honda)             | Makoto Tamada (Honda)             | Valentino Rossi (Yamaha)        |
|        |         |          |         |                                   |                                   |                                 |                                   |                                 |
| 8      | 2005    | Estoril  | 125 cc  | Mika Kallio (KTM)                 | Héctor Faubel (Aprilia)           | Thomas Lüthi (Honda)            | Mika Kallio (KTM)                 | Héctor Faubel (Aprilia)         |
| 8      | 2005    | Estoril  | 250 cc  | Casey Stoner (Aprilia)            | Andrea Dovizioso (Honda)          | Randy de Puniet (Aprilia)       | Randy de Puniet (Aprilia)         | Alex de Angelis (Aprilia)       |
| 8      | 2005    | Estoril  | MotoGP  | Alex Barros (Honda)               | Valentino Rossi (Yamaha)          | Max Biaggi (Honda)              | Alex Barros (Honda)               | Alex Barros (Honda)             |
|        |         |          |         |                                   |                                   |                                 |                                   |                                 |
| 9      | 2006    | Estoril  | 125 cc  | Álvaro Bautista (Aprilia)         | Héctor Faubel (Aprilia)           | Mika Kallio (KTM)               | Álvaro Bautista (Aprilia)         | Álvaro Bautista (Aprilia)       |
| 9      | 2006    | Estoril  | 250 cc  | Andrea Dovizioso (Honda)          | Hiroshi Aoyama (KTM)              | Alex de Angelis (Aprilia)       | Roberto Locatelli (Aprilia)       | Hiroshi Aoyama (KTM)            |
| 9      | 2006    | Estoril  | MotoGP  | Toni Elías (Honda)                | Valentino Rossi (Yamaha)          | Kenny Roberts junior (KR-Honda) | Valentino Rossi (Yamaha)          | Kenny Roberts junior (KR-Honda) |
|        |         |          |         |                                   |                                   |                                 |                                   |                                 |
| 10     | 2007    | Estoril  | 125 cc  | Héctor Faubel (Aprilia)           | Gábor Talmácsi (Aprilia)          | Pol Espargaró (Aprilia)         | Mattia Pasini (Aprilia)           | Gábor Talmácsi (Aprilia)        |
| 10     | 2007    | Estoril  | 250 cc  | Álvaro Bautista (Aprilia)         | Andrea Dovizioso (Honda)          | Jorge Lorenzo (Aprilia)         | Andrea Dovizioso (Honda)          | Álvaro Bautista (Aprilia)       |
| 10     | 2007    | Estoril  | MotoGP  | Valentino Rossi (Yamaha)          | Dani Pedrosa (Honda)              | Casey Stoner (Ducati)           | Nicky Hayden (Honda)              | Nicky Hayden (Honda)            |
|        |         |          |         |                                   |                                   |                                 |                                   |                                 |
| 11     | 2008    | Estoril  | 125 cc  | Simone Corsi (Aprilia)            | Joan Olivé (Derbi)                | Nicolás Terol (Aprilia)         | Simone Corsi (Aprilia)            | Simone Corsi (Aprilia)          |
| 11     | 2008    | Estoril  | 250 cc  | Álvaro Bautista (Aprilia)         | Marco Simoncelli (Gilera)         | Mika Kallio (KTM)               | Marco Simoncelli (Gilera)         | Álvaro Bautista (Aprilia)       |
| 11     | 2008    | Estoril  | MotoGP  | Jorge Lorenzo (Yamaha)            | Dani Pedrosa (Honda)              | Valentino Rossi (Yamaha)        | Jorge Lorenzo (Yamaha)            | Jorge Lorenzo (Yamaha)          |
|        |         |          |         |                                   |                                   |                                 |                                   |                                 |
| 12     | 2009    | Estoril  | 125 cc  | Pol Espargaró (Derbi)             | Sandro Cortese (Derbi)            | Bradley Smith (Aprilia)         | Julián Simón (Aprilia)            | Sandro Cortese (Derbi)          |
| 12     | 2009    | Estoril  | 250 cc  | Marco Simoncelli (Gilera)         | Mike Di Meglio (Aprilia)          | Héctor Barberá (Aprilia)        | Héctor Barberá (Aprilia)          | Marco Simoncelli (Gilera)       |
| 12     | 2009    | Estoril  | MotoGP  | Jorge Lorenzo (Yamaha)            | Casey Stoner (Ducati)             | Dani Pedrosa (Honda)            | Jorge Lorenzo (Yamaha)            | Dani Pedrosa (Honda)            |
|        |         |          |         |                                   |                                   |                                 |                                   |                                 |
| 13     | 2010    | Estoril  | 125 cc  | Marc Márquez (Derbi)              | Nicolás Terol (Aprilia)           | Bradley Smith (Aprilia)         | Bradley Smith (Aprilia)           | Marc Márquez (Derbi)            |
| 13     | 2010    | Estoril  | Moto2   | Stefan Bradl (Suter)              | Alex Baldolini (ICP)              | Alex de Angelis (Motobi)        | Gábor Talmácsi (Speed Up)         | Scott Redding (Suter)           |
| 13     | 2010    | Estoril  | MotoGP  | Jorge Lorenzo (Yamaha)            | Valentino Rossi (Yamaha)          | Andrea Dovizioso (Honda)        | Jorge Lorenzo (Yamaha)            | Jorge Lorenzo (Yamaha)          |
|        |         |          |         |                                   |                                   |                                 |                                   |                                 |
| 14     | 2011    | Estoril  | 125 cc  | Nicolás Terol (Aprilia)           | Sandro Cortese (Aprilia)          | Johann Zarco (Derbi)            | Nicolás Terol (Aprilia)           | Nicolás Terol (Aprilia)         |
| 14     | 2011    | Estoril  | Moto2   | Stefan Bradl (Kalex)              | Julián Simón (Suter)              | Yuki Takahashi (Moriwaki)       | Stefan Bradl (Kalex)              | Andrea Iannone (Suter)          |
| 14     | 2011    | Estoril  | MotoGP  | Dani Pedrosa (Honda)              | Jorge Lorenzo (Yamaha)            | Casey Stoner (Honda)            | Jorge Lorenzo (Yamaha)            | Dani Pedrosa (Honda)            |
|        |         |          |         |                                   |                                   |                                 |                                   |                                 |
| 15     | 2012    | Estoril  | Moto3   | Sandro Cortese (KTM)              | Maverick Viñales (FTR-Honda)      | Luis Salom (Kalex-KTM)          | Sandro Cortese (KTM)              | Sandro Cortese (KTM)            |
| 15     | 2012    | Estoril  | Moto2   | Marc Márquez (Suter)              | Pol Espargaró (Kalex)             | Thomas Lüthi (Suter)            | Marc Márquez (Suter)              | Pol Espargaró (Kalex)           |
| 15     | 2012    | Estoril  | MotoGP  | Casey Stoner (Honda)              | Jorge Lorenzo (Yamaha)            | Dani Pedrosa (Honda)            | Casey Stoner (Honda)              | Jorge Lorenzo (Yamaha)          |
|        |         |          |         |                                   |                                   |                                 |                                   |                                 |
| 16     | 2020    | Portimão | Moto3   | Raúl Fernández (KTM)              | Dennis Foggia (Honda)             | Jeremy Alcoba (Honda)           | Raúl Fernández (KTM)              | Raúl Fernández (KTM)            |
| 16     | 2020    | Portimão | Moto2   | Remy Gardner (Kalex)              | Luca Marini (Kalex)               | Sam Lowes (Kalex)               | Remy Gardner (Kalex)              | Remy Gardner (Kalex)            |
| 16     | 2020    | Portimão | MotoGP  | Miguel Oliveira (KTM)             | Jack Miller (Ducati)              | Franco Morbidelli (Yamaha)      | Miguel Oliveira (KTM)             | Miguel Oliveira (KTM)           |
|        |         |          |         |                                   |                                   |                                 |                                   |                                 |
| 17     | 2021    | Portimão | Moto3   | Pedro Acosta (KTM)                | Dennis Foggia (Honda)             | Andrea Migno (Honda)            | Andrea Migno (Honda)              | Gabriel Rodrigo (Honda)         |
| 17     | 2021    | Portimão | Moto2   | Raúl Fernández (Kalex)            | Arón Canet (Boscoscuro)           | Remy Gardner (Kalex)            | Sam Lowes (Kalex)                 | Raúl Fernández (Kalex)          |
| 17     | 2021    | Portimão | MotoGP  | Fabio Quartararo (Yamaha)         | Francesco Bagnaia (Ducati)        | Joan Mir (Suzuki)               | Fabio Quartararo (Yamaha)         | Álex Rins (Suzuki)              |
|        |         |          |         |                                   |                                   |                                 |                                   |                                 |
| 18     | 2022    | Portimão | Moto3   | Sergio García (GasGas)            | Jaume Masiá (KTM)                 | Ayumu Sasaki (Husqvarna)        | Deniz Öncü (KTM)                  | Jaume Masiá (KTM)               |
| 18     | 2022    | Portimão | Moto2   | Joe Roberts (Kalex)               | Celestino Vietti (Kalex)          | Jorge Navarro (Kalex)           | Arón Canet (Kalex)                | Joe Roberts (Kalex)             |
| 18     | 2022    | Portimão | MotoGP  | Fabio Quartararo (Yamaha)         | Johann Zarco (Ducati)             | Aleix Espargaró (Aprilia)       | Johann Zarco (Ducati)             | Fabio Quartararo (Yamaha)       |
|        |         |          |         |                                   |                                   |                                 |                                   |                                 |
| 19     | 2023    | Portimão | Moto3   | Daniel Holgado (KTM)              | David Muñoz (KTM)                 | Diogo Moreira (KTM)             | Ayumu Sasaki (Husqvarna)          | Deniz Öncü (KTM)                |
| 19     | 2023    | Portimão | Moto2   | Pedro Acosta (Kalex)              | Arón Canet (Kalex)                | Tony Arbolino (Kalex)           | Filip Salač (Kalex)               | Pedro Acosta (Kalex)            |
| 19     | 2023    | Portimão | MotoGP  | Francesco Bagnaia (Ducati)        | Maverick Viñales (Aprilia)        | Marco Bezzecchi (Ducati)        | Marc Márquez (Honda)              | Aleix Espargaró (Aprilia)       |
|        |         |          |         |                                   |                                   |                                 |                                   |                                 |
| 20     | 2024    | Portimão | MotoE   | Nicholas Spinelli (Ducati)        | Héctor Garzó (Ducati)             | Mattia Casadei (Ducati)         | Eric Granado (Ducati)             | Alessandro Zaccone (Ducati)     |
| 20     | 2024    | Portimão | MotoE   | Mattia Casadei (Ducati)           | Héctor Garzó (Ducati)             | Óscar Gutiérrez (Ducati)        | Eric Granado (Ducati)             | Óscar Gutiérrez (Ducati)        |
| 20     | 2024    | Portimão | Moto3   | Daniel Holgado (GasGas)           | José Antonio Rueda (KTM)          | Iván Ortolá (KTM)               | José Antonio Rueda (KTM)          | David Alonso (CFMoto)           |
| 20     | 2024    | Portimão | Moto2   | Arón Canet (Kalex)                | Joe Roberts (Kalex)               | Manuel González (Kalex)         | Manuel González (Kalex)           | Fermín Aldeguer (Boscoscuro)    |
| 20     | 2024    | Portimão | MotoGP  | Jorge Martín (Ducati)             | Enea Bastianini (Ducati)          | Pedro Acosta (KTM)              | Enea Bastianini (Ducati)          | Enea Bastianini (Ducati)        |

## Noot
1. ↑  Officieel vond er geen telling plaats

1987 · 1988 · 2000 · 2001 · 2002 · 2003 · 2004 · 2005 · 2006 · 2007 · 2008 · 2009 · 2010 · 2011 · 2012 · 2020 · 2021 · 2022 · 2023 · 2024 · 2025